# Alkione (córka Eola)
Alkione (także Alkyone, Alcyone, gr. Ἀλκυόνη Alkyónē, łac. Alcyone) – postać w mitologii greckiej.
Uchodziła za córkę Eola – króla Magnezji (syna Hellena) lub Eola – władcy wiatrów (syna Hippotesa). Była żoną syna Fosforosa, Keyksa. Z mężem stanowili bardzo szczęśliwe małżeństwo, a że w zarozumialstwie porównywali się do małżeństwa boskiego, bogowie przemienili ich w ptaki: ją w zimorodka, a jego w nurka.
Według innych źródeł Alkione po śmierci Keyksa w katastrofie morskiej rzuciła się do morza, a bogowie, wzruszeni tragedią, zamienili ich oboje w zimorodki. Alkione, jako zimorodek, wiła gniazdo na brzegu morza, a fale ciągle je niszczyły. Zeus (według niektórych źródeł Eol) nakazał wiatrom uspokoić się na siedem dni przed i siedem dni po przesileniu zimowym. Są to „dni zimorodka”, kiedy to nie ma burz.